# Wilfried Martens
Wilfried Achiel Emma Martens (19. dubna 1936 – 9. října 2013) byl belgický křesťansko-demokratický politik, představitel strany Christen-Democratisch en Vlaams, jejímž předsedou byl v letech 1972–1979.
Premiérem Belgie byl v letech 1979–1981 a 1981–1992. Patřil k zakladatelům Evropské lidové strany a od roku 1990 stál v jejím čele.

### Externí odkazy

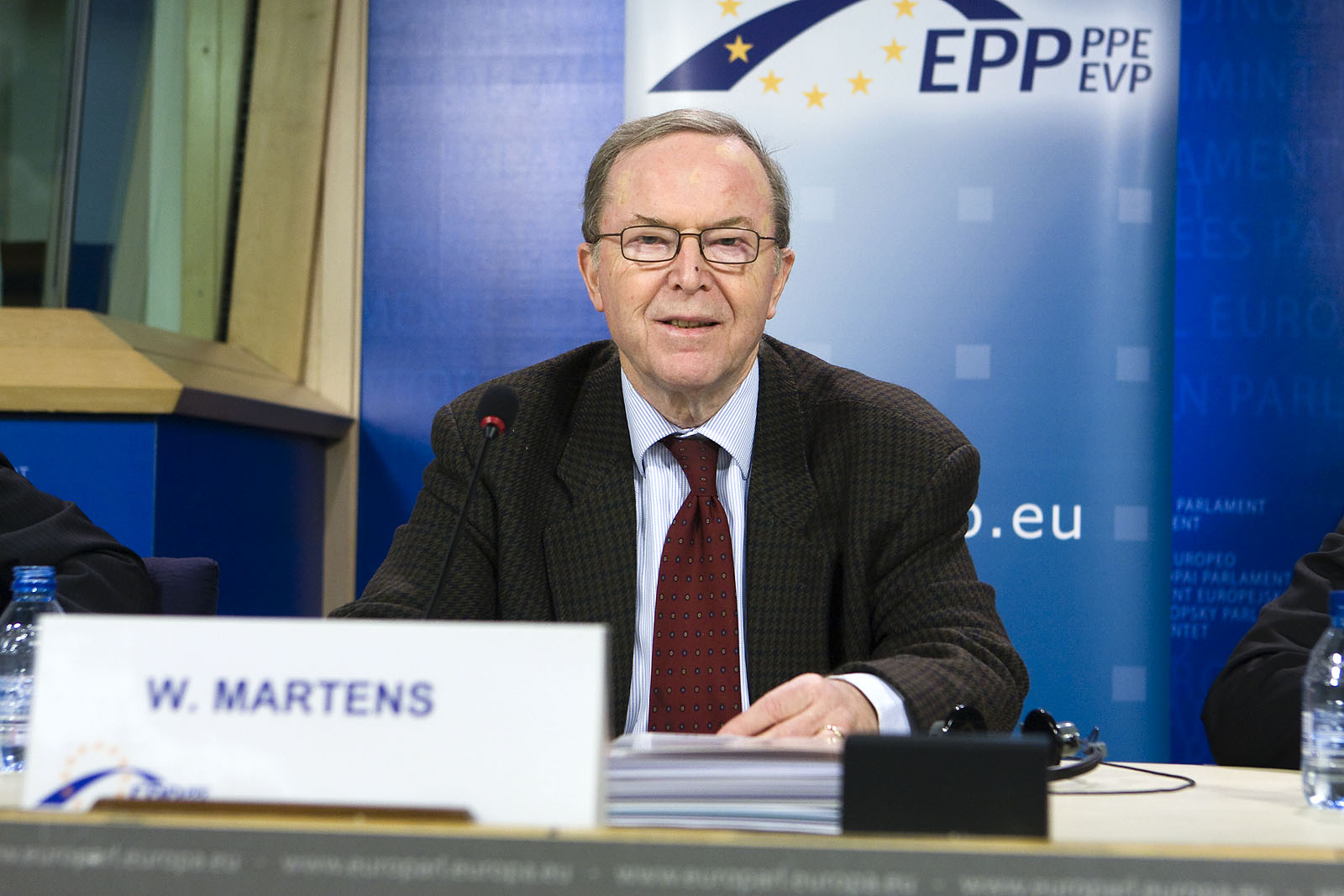
Wilfried Martens

## Vyznamenání
- velkokříž Řádu islandského sokola, Island, 16. října 1979
- rytíř velkokříže Řádu Isabely Katolické, Španělsko, 1980[1]
- velkodůstojník Řádu zeleného půlměsíce, Komory, 9. června 1982[2]
- velkokříž Řádu Kristova, Portugalsko, 10. prosince 1982[3]
- velkokříž Národního řádu za zásluhy, Francie, 28. února 1983[4]
- velkokříž Záslužného řádu Spolkové republiky Německo, Německo, 7. února 1984[5]
- rytíř velkokříže Řádu dubové koruny, Lucembursko, 20. června 1984
- velká čestná dekorace ve zlatě na stuze Čestného odznaku Za zásluhy o Rakouskou republiku, Rakousko, 30. května 1985[2]
- stuha Řádu aztéckého orla, Mexiko, 14. června 1985[6]
- velkokříž Řádu zásluh o Italskou republiku, Itálie, 20. února 1986[7]
- velkokříž Řádu prince Jindřicha, Portugalsko, 31. října 1987[3]
- velkokříž Řádu Leopolda II., Belgie, 2000
- Velký řád královny Jeleny, Chorvatsko, 2006
- velkodůstojník Řádu Leopolda, Belgie
- velkokříž Řádu koruny, Belgie
- velkodůstojník Řádu čestné legie, Francie
- rytíř velkokříže Řádu dynastie Oranžsko-Nasavské, Nizozemsko
- velkokříž Řádu Fénixe, Řecko